# Оперкулум (брюхоногие)

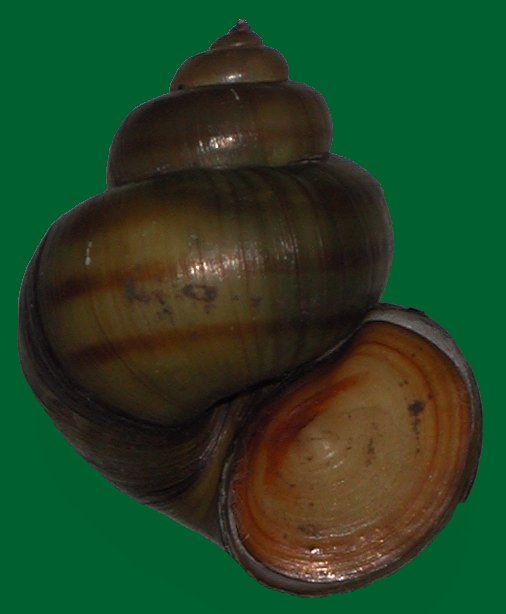
Раковина пресноводной улитки Viviparus contectus с оперкулумом на устье

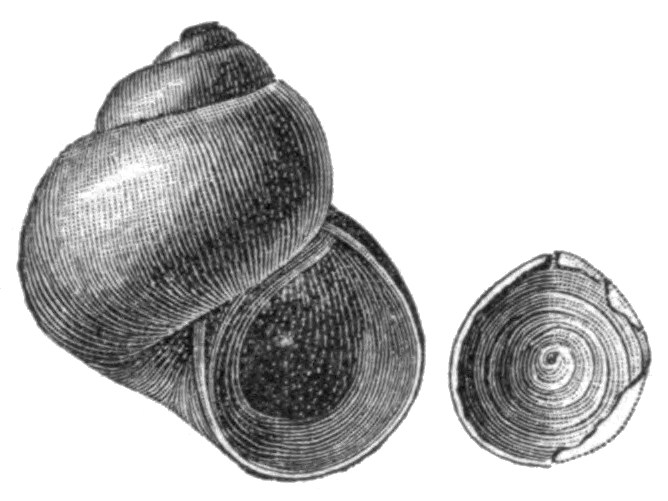
Рисунок раковины и оперкулума моллюска Amnicola dalli

Оперку́лум (оперкулюм; лат. operculum — «крышка»), или унгуля́тная кры́шечка — плоская выпуклая крышечка, закрывающая устье раковины морских и пресноводных брюхоногих. Имеет роговую или известковую структуру.
Оперкулум присутствует у многих, но не у всех представителей водных брюхоногих. Он есть также у некоторых групп сухопутных улиток, в том числе семейств Helicinidae, Cyclophoridae, Aciculidae, Maizaniidae, Pomatiidae и других. Для некоторых семейств (например, Нериты) наличие оперкулума является отличительным признаком.
Крышечка прикреплена к верхней части ноги моллюска и служит своего рода «люком» для закрытия отверстия в раковине, когда мягкая часть тела убирается внутрь. Форма оперкулума зависит от семейства. Часто крышечка имеет круглую либо более или менее овальную форму. У некоторых видов она служит для полной герметизации раковины, поэтому в точности соответствует устью по форме. Многие виды имеют оперкулум, не способный закрыть всё отверстие из-за меньших размеров.
Оперкулум иногда имеет иные формы и функции: например, у представителей семейства Strombidae он имеет когтеобразную форму и используется для нажима на субстрат и совершения моллюском скачкообразных движений.
Практически у всех лёгочных улиток оперкулум отсутствует, за исключением представителей надсемейства Amphiboloidea. Однако многие виды отряда способны выделять слизистый секрет, застывающий в виде эпифрагмы, которая в некоторых случаях может выполнять те же функции, что и оперкулум.

## Функции
Наиболее важной функцией оперкулума является защита тела улитки от высыхания. Это особенно важно для видов, обитающих в приливных зонах, во время отлива. Также крышечка помогает пресноводным и сухопутным моллюскам пережить период засухи.
Если оперкулум полностью закрывает устье раковины, то он может также служить в качестве защиты от хищников, когда мягкое тело спрятано. У многих видов при передвижении нижняя часть раковины также опирается на внешнюю часть крышечки.
У многих видов морских моллюсков оперкулум утратил первоначальную роль и больше не служит для герметизации раковины, уменьшившись в размере. У большого числа семейств крышечка исчезла полностью.

## Анатомия
Оперкулум прикреплён к задней части ноги улитки. Он постепенно растёт вместе с раковиной так, чтобы соответствовать размеру устья.
Крышечки имеют концентрическую структуру. По структуре оперкулумы делятся на два основных типа:
- первый тип (самый распространённый): крышечка роговая, у разных видов как тонкая, так и относительно толстая. Цвет варьирует от жёлтого до коричневого. Порой полупрозрачна. В естественных условиях (когда моллюск находится в воде) оперкулум этого типа влажный и гибкий, однако при высыхании становится хрупким. Форма и размеры крышечек у разных семейств отличаются;

- второй тип крышечки имеется лишь у нескольких семейств брюхоногих, в том числе у семейства Turbinidae. От оперкулума первого типа отличается массивными известковыми отложениями. Они у представителей разных родов имеют различные цвет и орнамент.

Тип и форма крышечки используется для определения и классификации родов сухопутных брюхоногих, а также некоторых морских групп.

## Использование человеком

### Материал для благовония
Оперкулум некоторых брюхоногих, особенно видов, обитающих в Красном море, долгое время служил в качестве материала для благовония в культуре древних евреев и арабов. Крышечки моллюсков Strombus tricornis и Lambis truncata sebae наиболее часто использовались в регионах Ближнего Востока.
Порошок из крышечек также является важным компонентом китайских и японских благовоний. Там его называют «бэйсян» (кит. 貝香 — аромат морской раковины) или «кайко:» (яп. 甲香 — аромат раковины) соответственно. Производители благовоний в этих странах используют оперкулум морских брюхоногих, обитающих в Юго-Восточной Азии, Южной Америке и Восточной Африке. Крышечки традиционно опускают в уксус, спирт и воду, чтобы удалить морской запах.

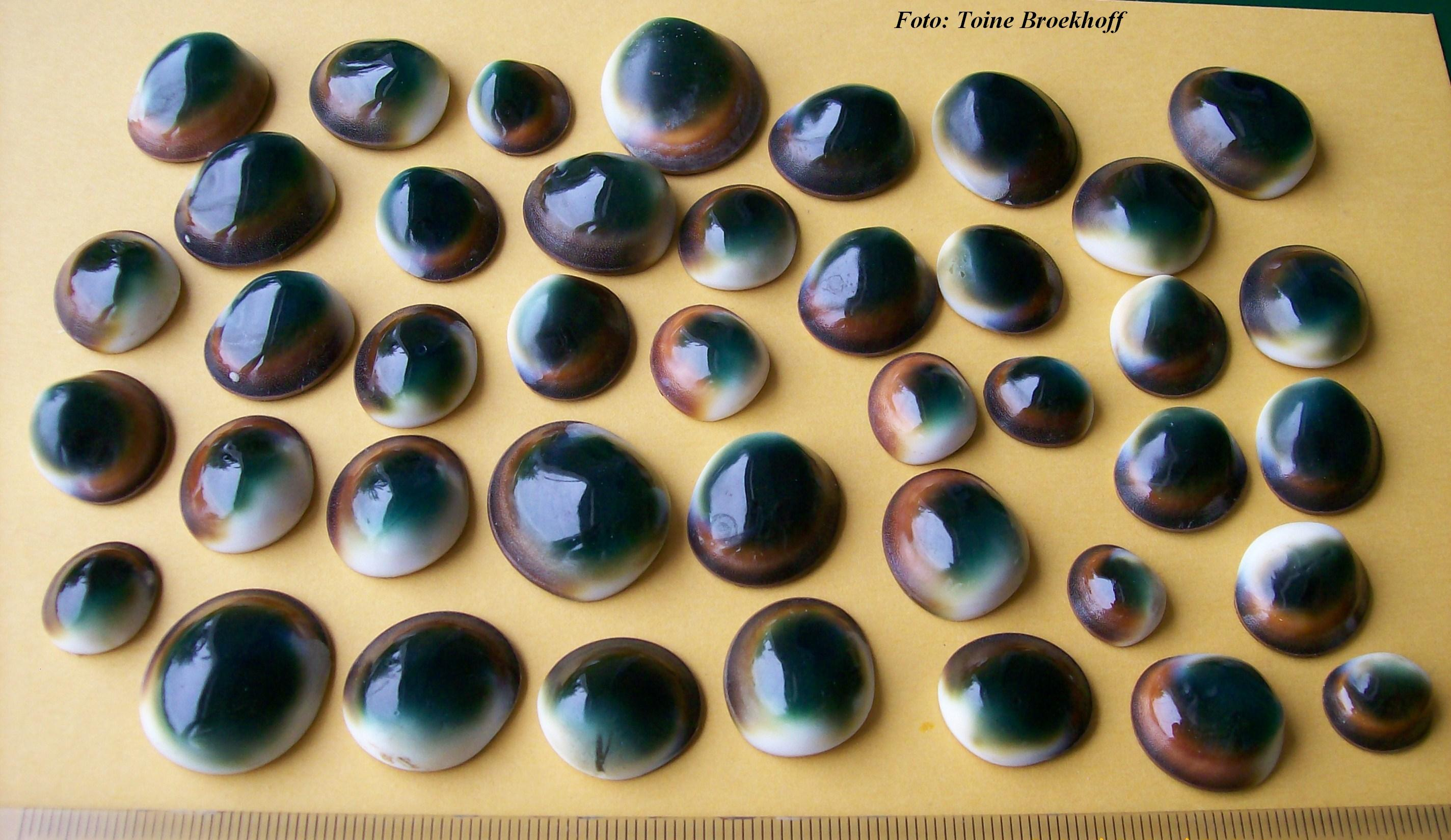
Крышечки моллюсков рода Turbo из Новой Гвинеи

### Декоративность
Крышечки некоторых представителей семейства Turbinidae иногда используются как недорогие украшения. Наиболее широко используются крышечки представителей рода Turbo, в особенности вида Turbo petholatus.

### Пресс-папье
Оперкулумы представителей вида Turbo marmoratus использовались в качестве пресс-папье.